# Медичний університет y Познані
52°24′34″ пн. ш. 16°55′08″ сх. д. / 52.40944° пн. ш. 16.91889° сх. д.
Медичний університет імені Кароля Марцинковського y Познані (пол. Uniwersytet Medyczny im. Karola Marcinkowskiego w Poznaniu) — медичний заклад вищої освіти у польській Познані, заснований у 1950 році.

## Історія
Заснований у 1950 році на базі медичного факультету Познаньського університету імені Адама Міцкевича як Медична академія.
У 1975 році відкрито кафедру сестринської справи. 
У 1984 році академія отримала ім'я Кароля Марцінковського. 
У 1993 році медичний факультет був поділений на Медичний факультет I, який займався додипломною освітою з медицини, і Медичний факультет II, що включав відділи стоматології, післядипломної освіти та англомовної освіти, а кафедра медсестринства була перетворена на Факультет сестринської справи та медичних наук. У 1998 році його назву знову змінили на Факультет наук про здоров'я. У його рамках 1 жовтня 2003 року відкрито Дидактичний центр у місті Ґожув-Велькопольський.
У 2004 році відкрито нову сучасну будівлю «Collegium Stomatologicum» як основного корпусу для Факультету стоматології. Поблизу нього створений Медичний науково-інформаційний центр.
27 лютого 2007 року академія реорганізована на Медичний університет ім Кароль Марцінковський у Познані.

## Структура
- Факультет лікувальної справи №1
  - Лікувальна справа
- Факультет лікувальної справи №2
  - Лікувальна справа
  - Стоматологія
  - Дієтологія
  - Біотехнологія
  - Лікувальна справа та стоматологія англійською мовою навчання
  - Післядипломна освіта
- Фармацевтичний факультет
  - Фармація
  - Лабораторна діагностика
  - Косметологія
  - Фармація англійською мовою навчання
  - Фармакогностичний сад
- Факультет наук про здоров'я
  - Сестринська справа
  - Електрорадіологія
  - Акушерство
  - Громадське здоров'я
  - Фізична реабілітація
  - Парамедицина
  - Ерготерапія.

## Ректори
- 1949–1952 — Тадеуш Куркевич
- 1952–1953 — Едвард Чарнецький
- 1953–1955 — Ян Рогуський
- 1955–1956 — Анатоль Довженко
- 1956–1959 — Антоній Горст
- 1959–1962 — Віктор Дега
- 1962–1964 — Олех Щепський
- 1964–1972 — Вітольд Михалкевич
- 1972–1981 — Роман Гураль
- 1981–1987 — Єжи Вуйтович
- 1987–1993 — Антоній Прушевич
- 1993–1999 — Януш Галзиновський
- 1999–2002 — Леон Дробник
- 2002–2008 — Гжегож Бремборович
- 2008–2016 — Яцек Висоцький
- з 2016 — Анджей Тикарський[2]

## Видатні особистості
В Медичному університеті в Познані навчався Юрій Липа - громадський діяч, письменник, поет, публіцист, лікар, автор української геополітичної концепції, один з визначних ідеологів українського націоналізму. 